# Robin Hanson (nuotatore)
Robin Hanson (Järfälla, 2 aprile 2001) è un nuotatore svedese.

## Palmarès
- Europei

Roma 2022: bronzo nella 4x100m sl mista.
- Olimpiadi giovanili

Buenos Aires 2018: argento nei 200m sl; bronzo nei 100m sl.
- Mondiali giovanili

Budapest 2019: argento nei 200m sl; bronzo nei 100m sl.
- Europei giovanili

Helsinki 2018: bronzo nei 200m sl.
Kazan' 2019: oro nei 200m sl; argento nei 100m sl; bronzo nei 400m sl.